# Sahawar
Sahawar is een nagar panchayat (plaats) in het district Kasganj van de Indiase staat Uttar Pradesh.

## Demografie
Volgens de Indiase volkstelling van 2001 wonen er 20.457 mensen in Sahawar, waarvan 53% mannelijk en 47% vrouwelijk is. De plaats heeft een alfabetiseringsgraad van 35%.